# Denis Shapovalov
Denis Shapovalov (født 15. april 1999 i Tel Aviv, Israel) er en professionel mandlig tennisspiller fra Canada.